# 松平真乗
松平 真乗（まつだいら さねのり）は、戦国時代から安土桃山時代にかけての武将。大給松平家5代当主。

## 略歴
4代・松平親乗の子として誕生。
早くから徳川家康（又従兄にあたる）に仕える。永禄12年（1569年）には遠州平定戦に参加。松平清宗に代わって石川家成の指揮下に入り、掛川城の守備にあたる。ついで、遠江国榛原郡の小山城攻めで功績をあげ、榛原郡内で2000貫文の所領を得た。
その後も元亀元年（1570年）の姉川の戦いや、元亀3年（1572年）の三方ヶ原の戦いに参加。上杉謙信と徳川家康が交渉を持った際には徳川方の窓口となった。天正3年（1575年）の長篠の戦いでは真乗に仕える騎馬武者6名が鳶巣山砦攻撃に加わり、戦後は三信国境の武節城の守備に当たった。天正8年（1580年）、家康が田中城攻めから帰る帰途に殿を受け持っていたが、持船城から朝比奈信置が襲撃を加えたため、真乗は石川数正とともに反撃を行って破っている。
天正9年（1573年）、高天神城攻めに従軍。福島為基ら5人を城内に潜入させた。
天正10年（1582年）に37歳で死去した。家督は長男の家乗が継いだ。